# Goniothalamus kinabaluensis
Goniothalamus kinabaluensis là loài thực vật có hoa thuộc họ Na. Loài này được Bân ex Mat-Salleh mô tả khoa học đầu tiên năm 2001.